# Gouvernement Sjemacha
Het gouvernement Sjemacha (Russisch: Шемахинская губерния, Sjemachinskaja goebernia) was een gouvernement (goebernija) binnen het keizerrijk Rusland. Het gouvernement bestond van 14 december 1846 tot 1854. Het gouvernement ontstond uit de Kaspische Oblast en het gebied van het gouvernement ging op in het gouvernement Bakoe. De hoofdstad was Sjemacha.